# Генерал-губернатор Сент-Винсента и Гренадин
Генера́л-губерна́тор Сент-Ви́нсента и Гренади́н (англ. Governor-General of Saint Vincent and the Grenadines) — представитель монарха Сент-Винсента и Гренадин (в настоящее время король Карл III). Поскольку монарх не может находиться во всех Королевствах Содружества, он назначает представителей для осуществления своих обязанностей в качестве короля Сент-Винсента и Гренадин. Генерал-губернаторы несут ответственность за назначение премьер-министра, а также других министров правительства после консультаций с премьер-министром.

## Список генерал-губернаторов Сент-Винсента и Гренадин
|       | Портрет | Имя                                                                                | Вступил в должность | Покинул должность |
| ----- | ------- | ---------------------------------------------------------------------------------- | ------------------- | ----------------- |
| 1     |         | Сэр Сидней Дуглас Ган-Манро (1916—2007) англ. Sydney Douglas Gun-Munro             | 27 октября 1979     | 28 февраля 1985   |
| 2     |         | Сэр Джозеф Ламберт Юстас (1908—1996) англ. Joseph Lambert Eustace                  | 28 февраля 1985     | 29 февраля 1988   |
| и. о. |         | Генри Харви Уильямс (1917—2004) англ. Henry Harvey Williams                        | 29 февраля 1988     | 20 сентября 1989  |
| 3     |         | Сэр Дэвид Эммануэль Джек (1918—1998) англ. David Emmanuel Jack                     | 20 сентября 1989    | 1 июня 1996       |
| 4     |         | Сэр Чарльз Джеймс Антробус (1933—2002) англ. Charles James Antrobus                | 1 июня 1996         | 3 июня 2002       |
| и. о. |         | Дама Моника Джесси Дейкон (1934—) англ. Monica Jessie Dacon                        | 3 июня 2002         | 2 сентября 2002   |
| 5     |         | Сэр Фредерик Натаниэль Баллантайн (1936—2020) англ. Frederick Nathaniel Ballantyne | 2 сентября 2002     | 31 июля 2019      |
| 6     |         | Сьюзан Дилис Дуган (1955—) англ. Susan Dilys Dougan                                | 1 августа 2019      | Действующая       |